# پر آلستروم
پر یوهان آلستروم (زاده ۹ آوریل ۱۹۶۱) پروفسور پرنده‌شناسی سوئدی است. او در طبقه‌بندی، سیستماتیک، و تکامل، با پرندگان در آسیا به عنوان یک تخصص تحقیق می‌کند. آلستروم در دپارتمان اکولوژی و ژنتیک (اکولوژی جانوری) در دانشگاه اوپسالا و در مرکز اطلاعات گونه‌های سوئدی در دانشگاه علوم کشاورزی سوئد، اوپسالا کار می‌کند. او در گذشته به عنوان متصدی پرنده‌شناسی در موزه تاریخ طبیعی سوئد و پژوهشگر مهمان در مؤسسه پرنده‌شناسی آفریقایی پرسی فیتزپاتریک، دانشگاه کیپ‌تاون و استاد مدعو در آکادمی علوم چین، پکن، کار کرده است. او رئیس کمیته علمی طرح طبقه‌بندی سوئدی و کمیته نام‌های جانوری سوئدی و نقطه کانونی سوئدی برای طرح طبقه‌بندی جهانی تحت کنوانسیون تنوع زیستی (CBD) است. وی معاون سردبیر مجله بین‌المللی پرنده‌شناسی Avian Research نیز است.